# Mark Hunt
Mark Richard Hunt (Auckland, 23 maart 1974) is een kickbokser en MMA-vechter uit Nieuw-Zeeland. Hij won het K-1 toernooi één keer, in 2001. Hunt stapte enkele jaren na zijn K1-zege over naar de Pride en in 2010 naar de UFC. 

## MMA-carrière
Op 31 december 2006, tijdens Pride Shockwave, deed Hunt een gooi naar het kampioenschap door de huidige nummer één Fjodor Jemeljanenko uit te dagen. Hunt werd als kansloos bestempeld omdat hij niet voldoende over grondtechnieken als jiu-jitsu, judo en worstelen zou beschikken. De Nieuw-Zeelander verbaasde  door met een uitgebreid scala aan dergelijke technieken uit te pakken, maar het bleek niet voldoende.
Na het instorten van Pride FC was hij enige tijd inactief. Begin 2008 tekende Hunt een contract bij Dream, een samenwerking tussen vroegere Pride-organisatoren en K1 Hero's. Zijn eerste partij van 2008 jaar was voor K-1 World GP 2008 in Yokohama op 13 april, waar hij voor het eerst verloor op KO (spinningback kick naar het lichaam) van Sem Schilt. Het bleef zijn enige partij onder de vlag van Dream, want in september 2010 debuteerde hij bij de UFC. Hier mocht hij na vijf zeges, twee verliespartijen en één gelijkspel op 15 november 2014 voor de interim-wereldtitel zwaargewicht vechten tegen Fabrício Werdum. Deze mogelijkheid diende zich aan doordat Werdums partij om de algehele wereldtitel niet doorging vanwege een blessure van toenmalig kampioen Cain Velasquez. Hunt ging in de tweede ronde knock-out na een kniestoot gevolgd door enkele vuistslagen van de Braziliaan.